# Miguel Ángel Granados Chapa

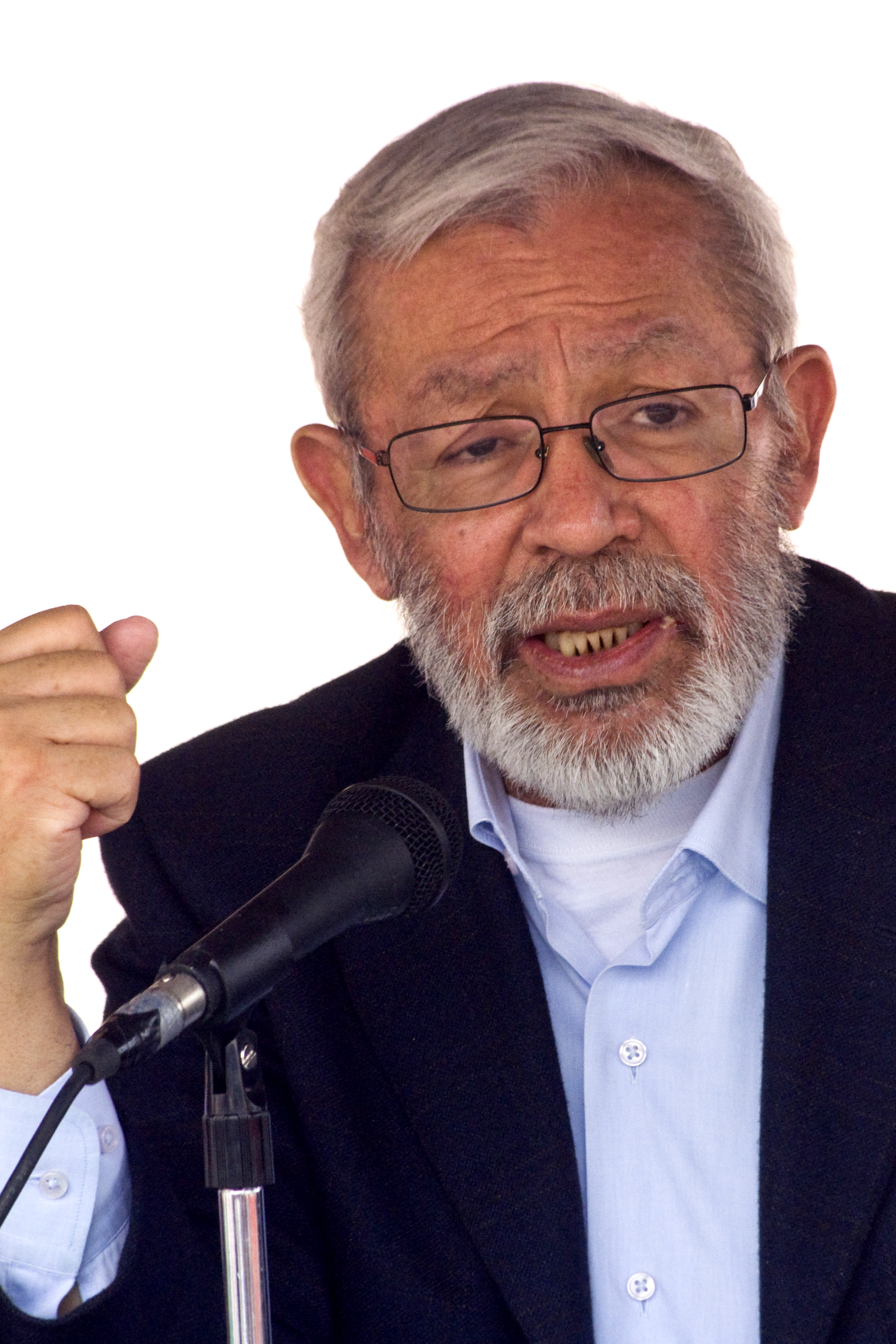
Miguel Ángel Granados Chapa

Miguel Ángel Granados Chapa (Pachuca, 10 maart 1941 - Mexico-Stad, 16 oktober 2011) was een Mexicaans journalist.
Granados Chapa studeerde rechtsgeleerdheid en journalistiek aan de Nationale Autonome Universiteit van Mexico (UNAM) en behaalde vervolgens een doctoraat in de geschiedenis aan de Ibero-Amerikaanse Universiteit.
Granados Chapa schreef sinds 1977 de column Plaza Publica, die in onder andere Reforma, Mural en El Norte verscheen. Ook schreef hij voor  het weekblad Proceso. Van 1976 tot 1978 was hij voorzitter van Proceso en van 1988 tot 1990 leidde hij La Jornada. In 1999 was hij namens de Partij van de Democratische Revolutie (PRD) kandidaat bij de gouverneursverkiezingen in zijn geboortestaat Hidalgo.
Granados Chapa won in 2004 en 2006 de nationale journalismeprijs en ontving in 2008 de Eremedaille Belisario Domínguez voor zijn inzet voor de vrijheid van meningsuiting in Mexico.
- Biblioteca Nacional de España: XX952296
- International Standard Name Identifier: 0000 0000 8225 4848
- Library of Congress Control Number: n80141013
- Nederlandse Thesaurus van Auteursnamen: 184767768
- Virtual International Authority File: 48071559
- WorldCat: E39PBJbxCvK3pD7TTwDPbWYkjC